# Heckenkreuzspinne
Die Heckenkreuzspinne (Larinioides patagiatus), auch als Gerandete Schilf- oder Strauchradspinne bezeichnet, ist eine Spinne aus der Familie der Echten Radnetzspinnen (Araneidae). Die Art ist holarktisch verbreitet.

## Merkmale

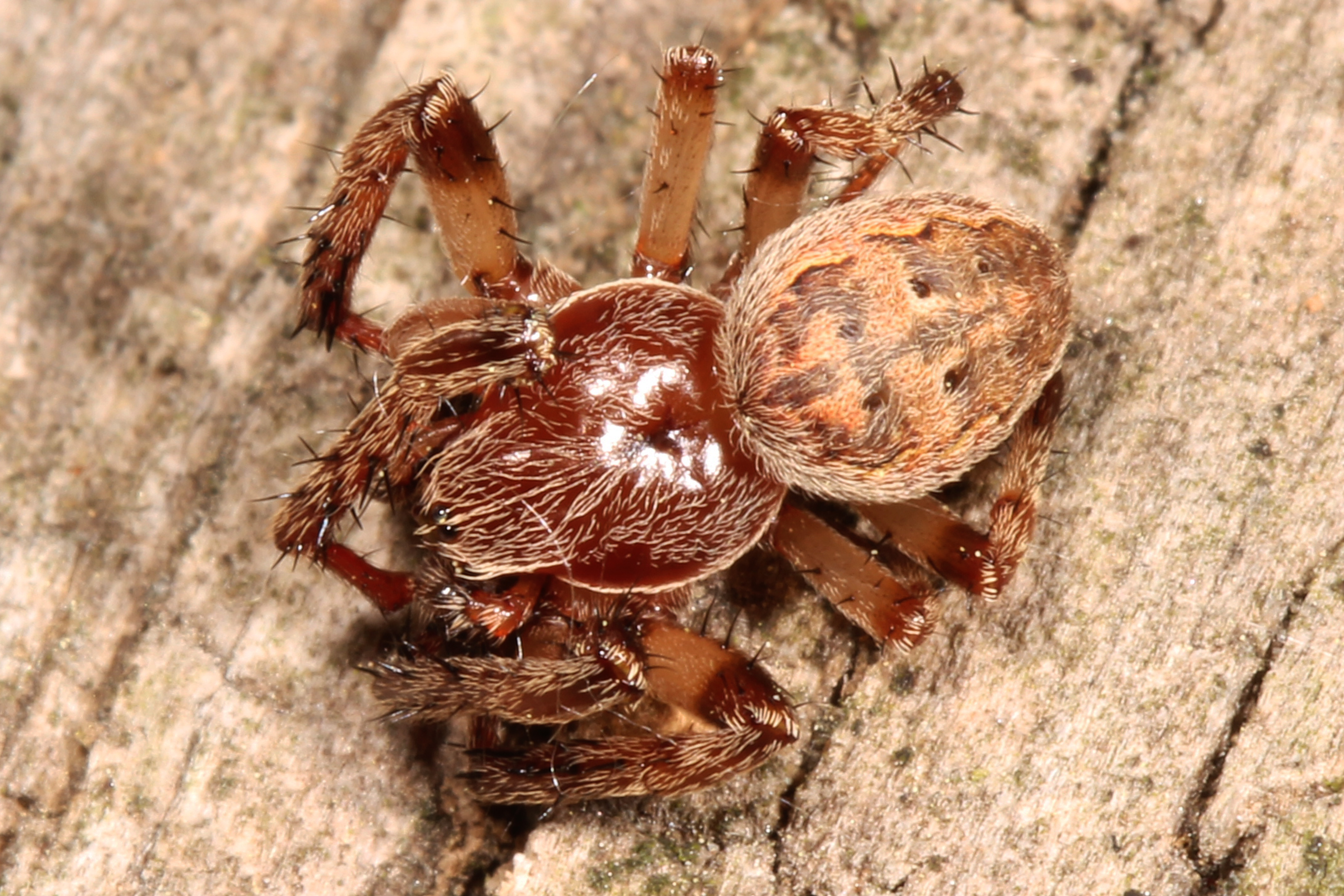
Männchen

Das Weibchen der Heckenkreuzspinne erreicht eine Körperlänge von fünf bis elf Millimetern, das Männchen eine von fünf bis 7,5 Millimetern. Damit handelt es sich bei der Heckenkreuzspinne um eine mittelgroße Echte Radnetzspinne.
Der Carapax (Rückenschild des Prosomas, bzw. Vorderkörpers) ist hellbraun bis braun gefärbt, wobei er beim Männchen etwas dunkler als beim Weibchen erscheint. Das Sternum (Brustschild des Prosomas) ist hellbraun und somit immer heller als das Prosoma gefärbt. Die Beine, deren Grundfärbung mit der des Carapax identisch ist, sind zusätzlich mit einer dunkelbraunen Ringelung versehen. Die Beine sind überdies mit hellen Härchen versehen.
Auch die Grundfärbung des Opisthosomas entspricht der des Carapax, obgleich die Flanken hier heller gefärbt sind. Auf der Dorsalseite (Rückenseite) des Opisthosomas befinden sich weiter hinten wie bei anderen Feuchtkreuzspinnen (Gattung Larinioides) ein eher undeutliches und dunkleres Folium (Blattmuster) sowie ein Keilfleck davor. Dessen helle Umrandung ist nur im vorderen Abschnitt wirklich deutlich, während sie zum hinteren Rand des Keilflecks hin undeutlich wird bzw. ganz verschwindet. Dadurch erscheint der Keilfleck dort als helle Winkelzeichnung. Beim Weibchen ist manchmal eine undeutliche helle Zone zwischen Folium und Keilfleck vorhanden, während dieser Bereich beim Männchen meist genauso gefärbt ist wie das Folium.

### Aufbau der Geschlechtsorgane
Die bei der Heckenkreuzspinne charakteristischen Bulbi (männliche Geschlechtsorgane) zeichnen sich durch massive Endungen der Medianapophysen (chitinisierte Fortsätze) aus.
Die Epigyne (weibliches Geschlechtsorgan) der Heckenkreuzspinne verfügt über einen tropfenförmigen Skapus.

### Ähnliche Arten

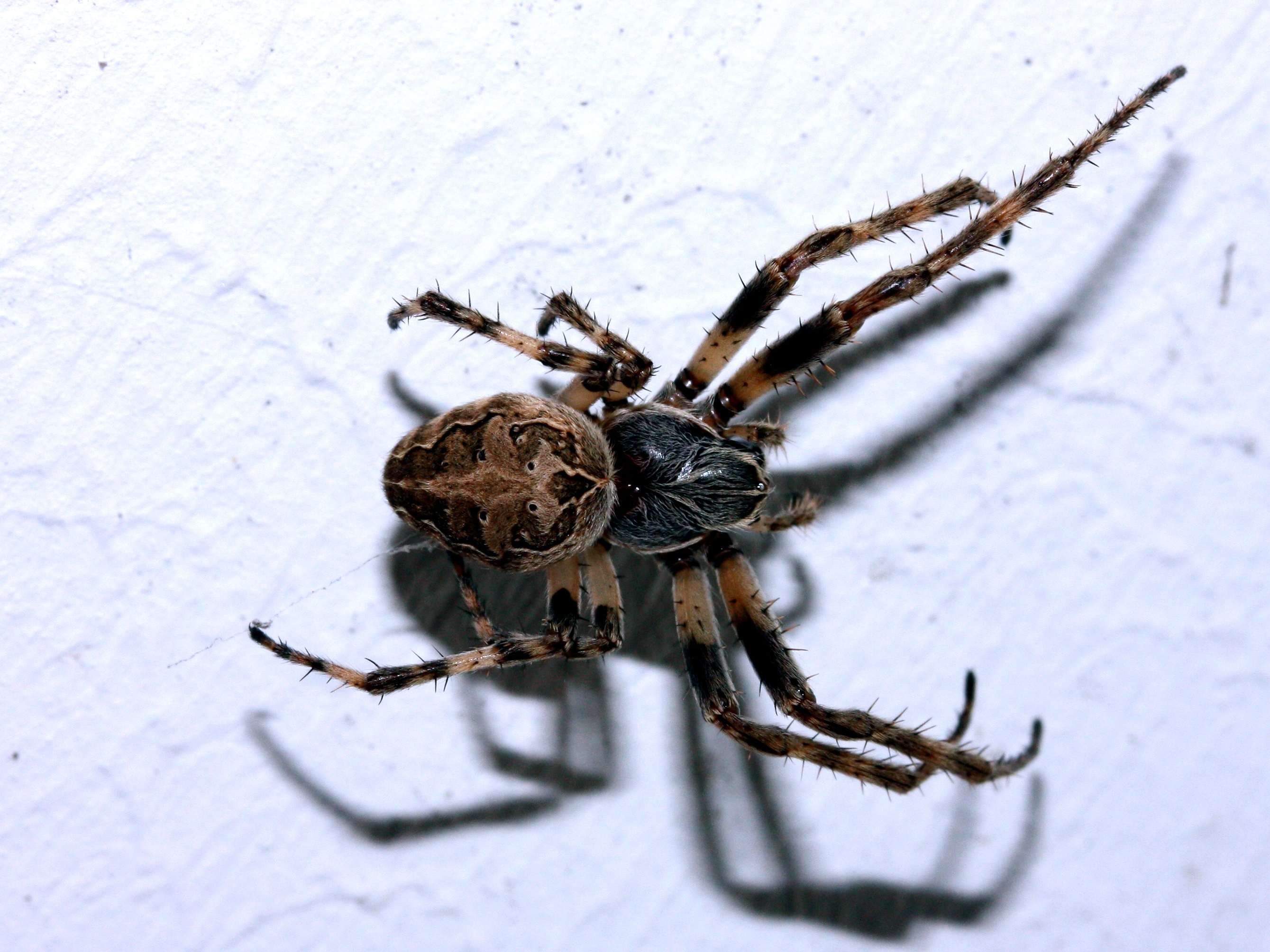
Weibchen der Brückenkreuzspinne (Larinioides sclopetarius)

Arten, die der Heckenkreuzspinne ähneln, sind die Verwandten innerhalb der Gattung der Feuchtkreuzspinnen (Larinioides). Beispiele sind die Schilfradspinne (L. cornutus), die Brückenkreuzspinne (L. sclopetarius) und die Verkannte Schilfradspinne (L. suspicax). Sowohl von der Schilfradspinne als auch der Verkannten Schilfradspinne lässt sich die Heckenkreuzspinne leicht durch die bei ihr weniger stark ausgeprägte sowie kontrastarme Zeichnung des Opisthosomas unterscheiden. Die beiden anderen Arten zeigen eine Umrandung des Keilflecks, die sich nach hinten verbreitert.
Von der Brückenkreuzspinne unterscheidet sich die Heckenkreuzspinne durch den deutlichen und schmal weißlich umrandeten Keilfleck und Folium sowie durch die auf der Dorsalseite des Opisthosomas aus Härchen gebildete v-förmige Formation. Insgesamt sind allerdings die Männchen beider Arten schwerer zu unterscheiden als die Weibchen.
Hinsichtlich ihrer genitalmorphologischen Merkmale weicht die Heckenkreuzspinne stark von den anderen Feuchtkreuzspinnen ab, was eine Bestimmung anhand dieser Merkmale zur sichersten Methode der genauen Artenbestimmung macht.

## Vorkommen

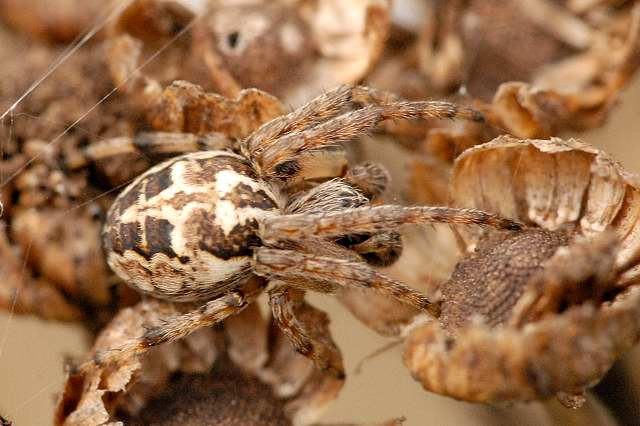
Männchen beim Schloss Commanster im belgischen Teil der Ardennen

Das weit reichende Verbreitungsgebiet der Heckenkreuzspinne umfasst Nordamerika, Europa, Türkei, Kaukasien, Russland (europäischer bis fernöstlicher Teil), Zentralasien, China, die Mongolei und Japan. In Europa ist die Art großflächig verbreitet, lediglich aus Nowaja Semlja, Korsika, Sizilien, Slowenien, dem Kosovo, Albanien, dem europäischen Teil der Türkei, Kreta, Armenien und Aserbaidschan gibt es keine Fundberichte.
Auf den Britischen Inseln ist die Heckenkreuzspinne in zerstreut liegenden Habitaten zu finden. Dabei tritt sie gehäuft im Südosten Englands nördlich der Themse auf. In Deutschland ist die Art ebenfalls weit verbreitet, aber an ihren Standorten nur vereinzelt erscheinend.

### Lebensräume

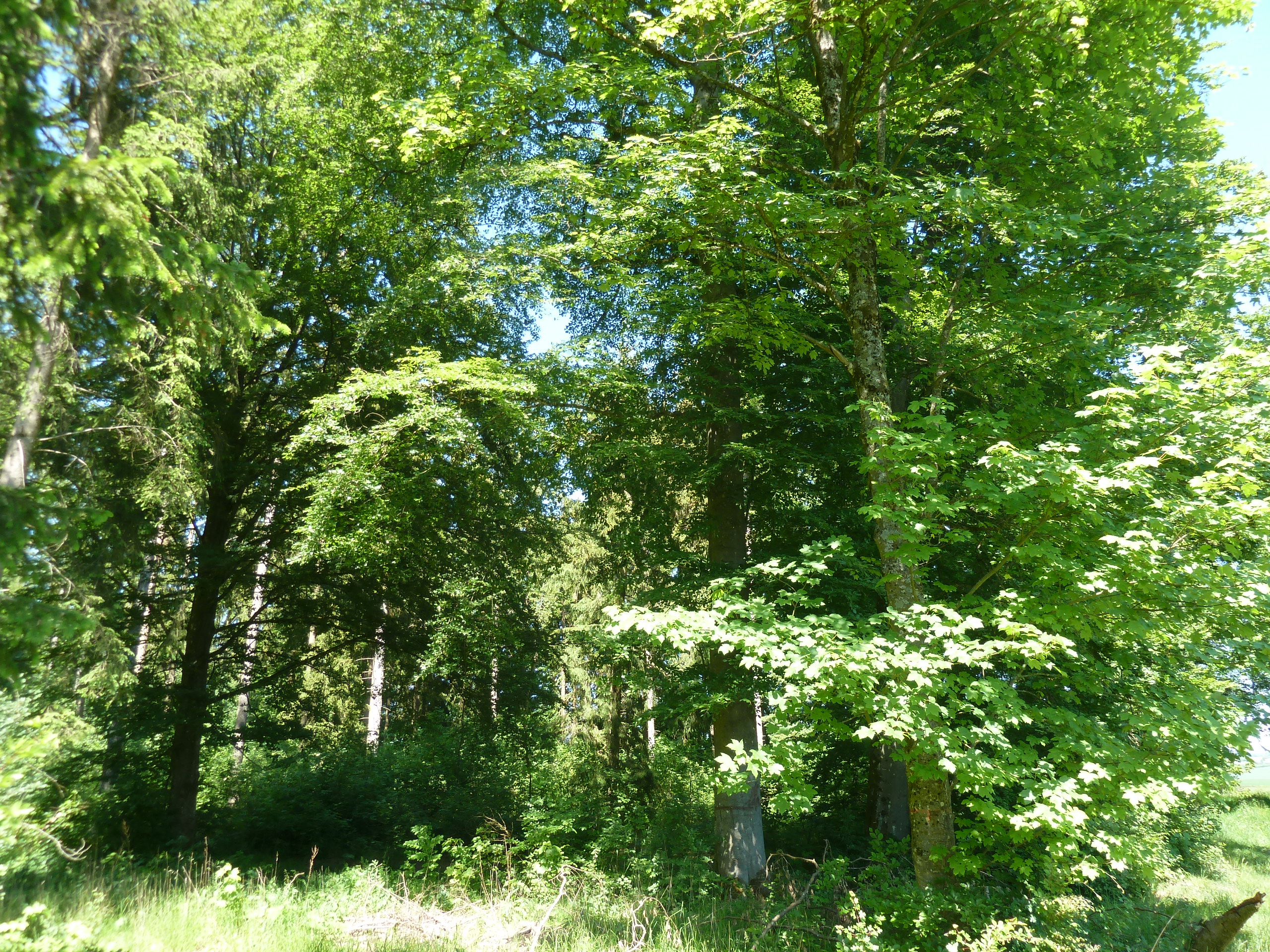
Waldränder wie dieser vom Wald Brünstholz in Baden-Württemberg zählen zu den bevorzugten Lebensräumen der Heckenkreuzspinne

Die Heckenkreuzspinne bewohnt bevorzugt Waldränder, lichte Wälder sowie Hecken- und Buschlandschaften, darüber gelegentlich auch Saumlandschaften, Heiden und Moorwälder. Damit ist die Art weniger an feuchte Lebensräume gebunden und steht hinsichtlich der Ansprüche an ihre Habitate im Kontrast zu denen der anderer Feuchtkreuzspinnen. Dennoch kann auch die Heckenkreuzspinne gelegentlich zusammen mit der Schilfradspinne (Larinioides cornutus) in der Nähe von Gewässern vorgefunden werden.
Die Heckenkreuzspinne ist bis zu einer Höhe von 350 Metern über dem Meeresspiegel nachgewiesen.

### Bedrohung und Schutz
Die Heckenkreuzspinne tritt etwa in Deutschland, verglichen mit der deutlich häufigeren Schilfradspinne (Larinioides cornutus) und auch der Brückenkreuzspinne (Larinioides sclopetarius) deutlich seltener auf, sie ist aber im Allgemeinen hier häufig vorhanden und nicht bedroht, womit sie in der Roten Liste gefährdeter Arten Tiere, Pflanzen und Pilze Deutschlands als „ungefährdet“ eingestuft wird und somit in Deutschland keinem Schutzstatus unterliegt. Auch im Vereinigten Königreich wird die Art trotz ihres dort geringen Vorkommens von der IUCN in die Kategorie „LC“ („least concern“) eingestuft.
Der weltweite Bestand der Heckenkreuzspinne wird von der IUCN nicht erfasst.

## Lebensweise

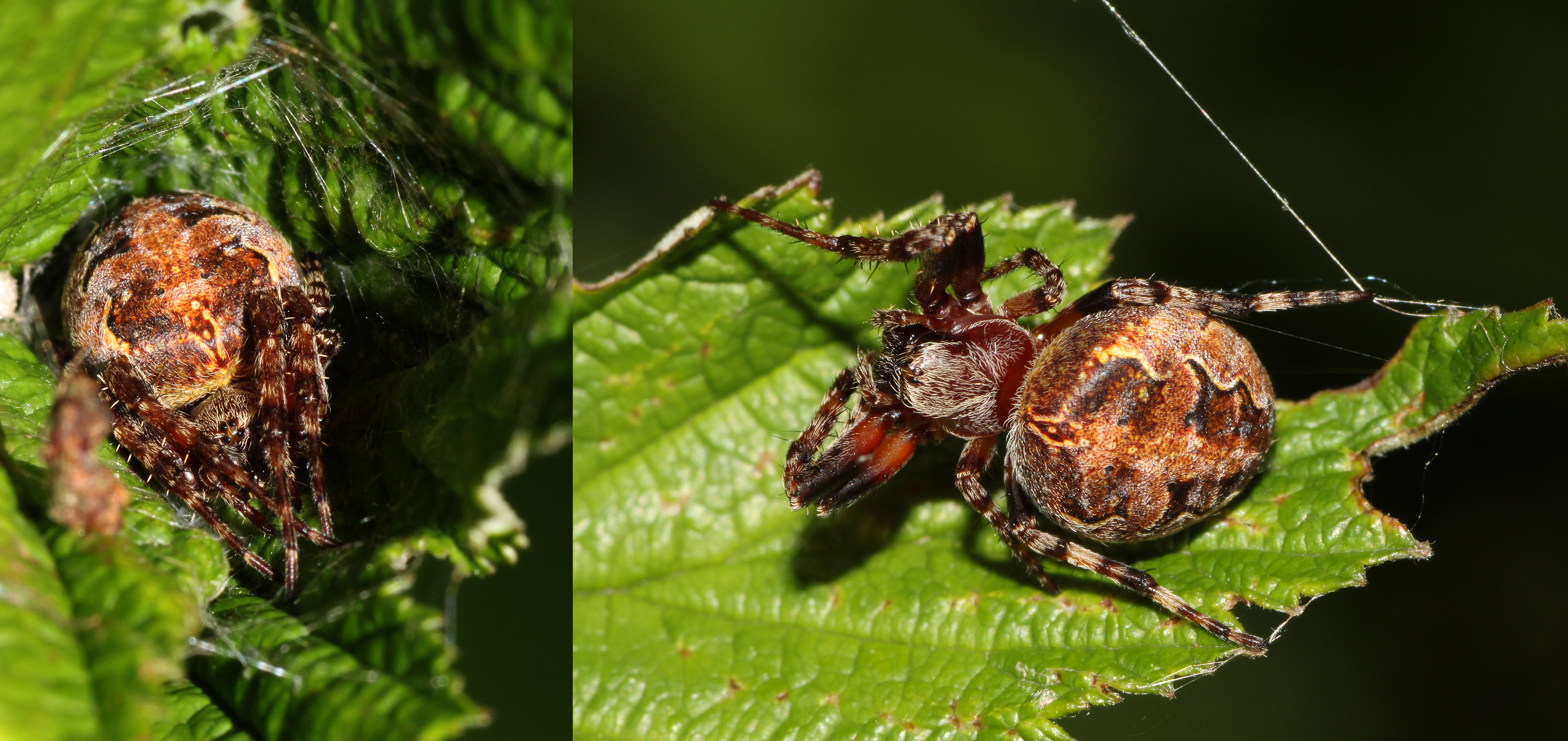
Weibchen im Schlupfwinkel seines Fangnetzes

Die Heckenkreuzspinne ist in den für sie geeigneten Habitaten bevorzugt an Ästen von Bäumen und Sträuchern sowie an hohen Stauden anzutreffen, wo sie wie alle Echten Radnetzspinnen ein für die Familie typisches Radnetz anfertigt. Die Spinne hält sich tagsüber bevorzugt in einem wie das Netz selbst aus Spinnenseide angefertigten Schlupfwinkel auf, An sonnigen Tagen hingegen sitzt sie oft im Netz an dessen Nabe (Netzmitte) und wartet dort auf Beute.

### Netzbau und Beutefang

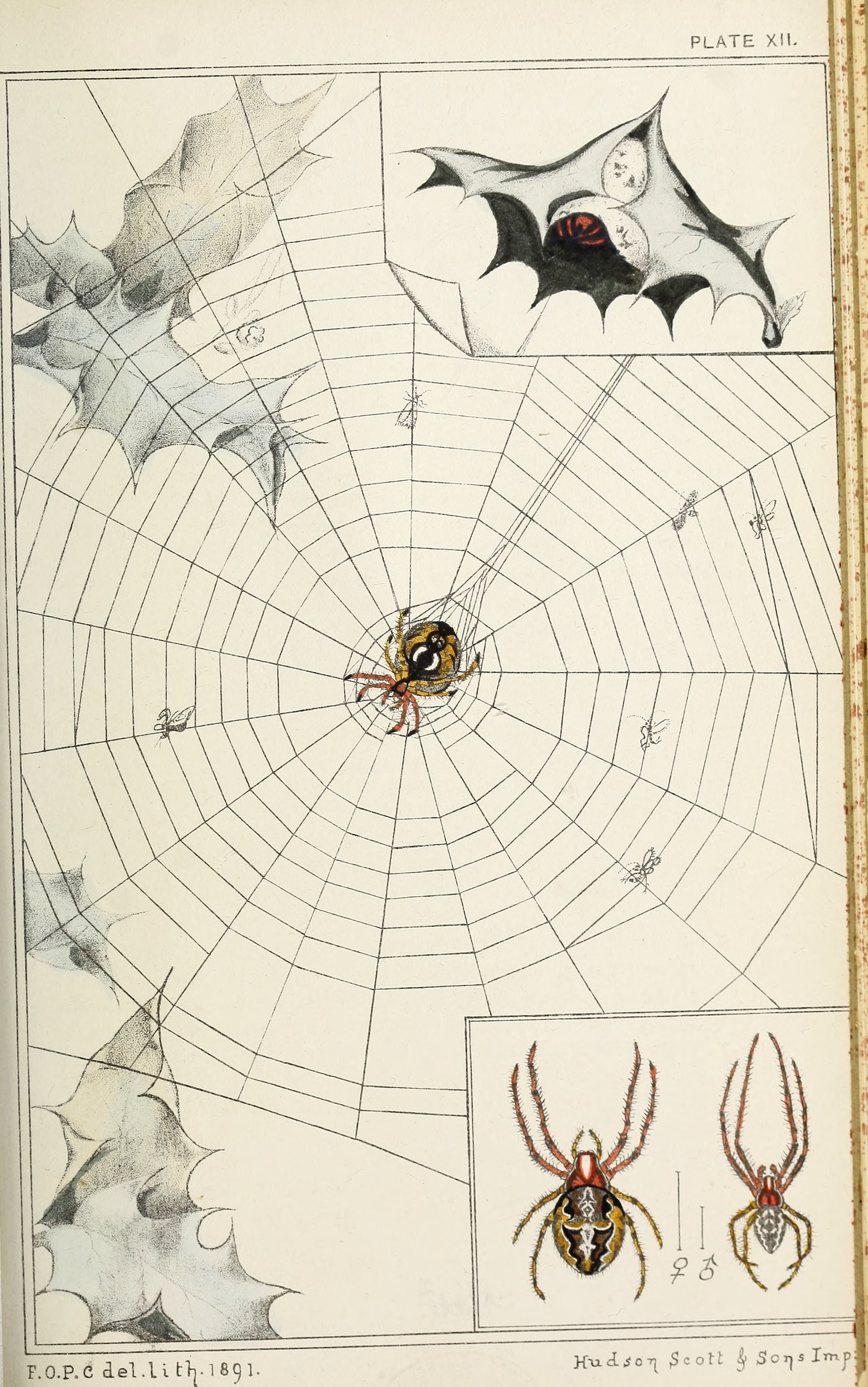
Ausschnitt aus The British Naturalist von John E. Robson (1891), abgebildet sind beide Geschlechter der Heckenkreuzspinne (hier noch als Epeira patagiata bezeichnet) und die Netzkonstruktion.

Die Heckenkreuzspinne legt ihr Radnetz ein bis zwei Meter über den Bodengrund an. Dieses ist recht groß und starkmaschig und ähnelt dem der Gartenkreuzspinne (Araneus diadematus). Im Gegensatz zu dieser Spinne verschiebt die Heckenkreuzspinne die Nabe ihres Radnetzes aber nach dem Anlegen der ersten Radien zumeist leicht seitlich. Außerdem wird die Netzspirale verglichen mit der Gartenkreuzspinne weniger gleichmäßig positioniert. Der durch einen an der Nabe des Netzes befestigten Spinnfaden verbundene Unterschlupf wird aus zusammengesponnenen Blättern  im Blattwerk versteckt angelegt.
Der Beutefang der Heckenkreuzspinne selbst entspricht dem anderer Echter Radnetzspinnen. Verfängt sich ein Beutetier in dem Radnetz, reagiert die Spinne darauf unmittelbar und ortet das Beutetier anhand der auf das Netz übertragenen Vibrationen. Die Beute wird daraufhin von der Spinne eingesponnen und, sobald sie wehrunfähig ist, mit einem Giftbiss endgültig bewegungsunfähig gemacht. In das Beuteschema der Heckenkreuzspinne fallen entsprechend ihrer Jagdweise Fluginsekten, etwa Fliegen.

### Phänologie und Fortpflanzung

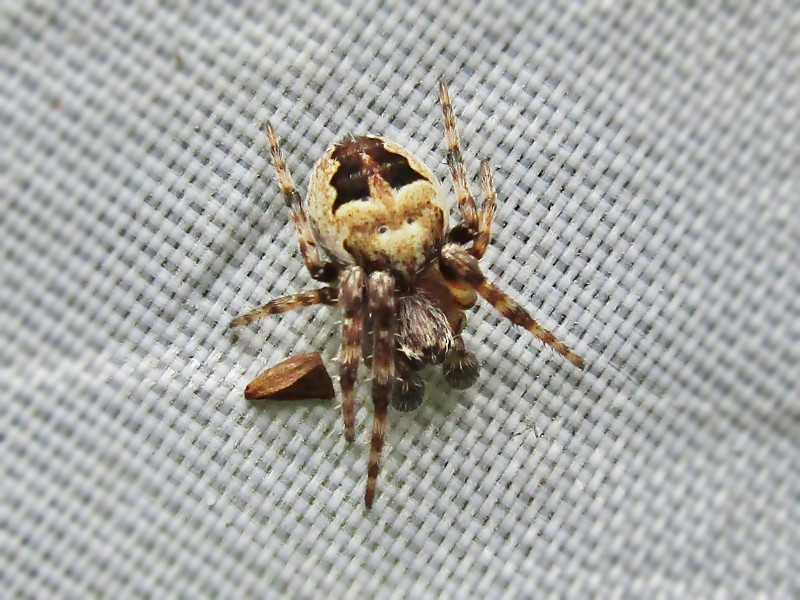
Juveniles Männchen

Wie viele in den gemäßigten Klimazonen verbreitete Spinnenarten, weisen auch die ausgewachsenen Individuen der Heckenkreuzspinne eine vorwiegend über die wärmeren Monate verteilte Aktivitätszeit auf. Diese umfasst bei Weibchen der Art überwiegend den Zeitraum zwischen April und September und beim Männchen den zwischen Mai und Oktober, wobei der Höhepunkt der Aktivitätszeit bei Weibchen im August und bei Männchen im September liegt. Womöglich sind adulte Exemplare beider Geschlechter sogar ganzjährig aktiv.
Über das Fortpflanzungsverhalten der Heckenkreuzspinne liegen scheinbar kaum Informationen vor.

## Systematik
Die Heckenkreuzspinne wurde bei ihrer Erstbeschreibung 1757 von ihrem Erstbeschreiber Carl Alexander Clerck als Araneus patagiatus beschrieben und somit wie damals alle Spinnen in die heutige Gattung der Kreuzspinnen eingegliedert. Anschließend wurde sie von verschiedenen Autoren mehrfach in andere Gattungen umgestellt, ehe die Art 1983 von Manfred Grasshoff in die Gattung der Feuchtkreuzspinnen (Larinioides) eingegliedert wurde und die Bezeichnung L. patagiatus erhielt.

## Galerie

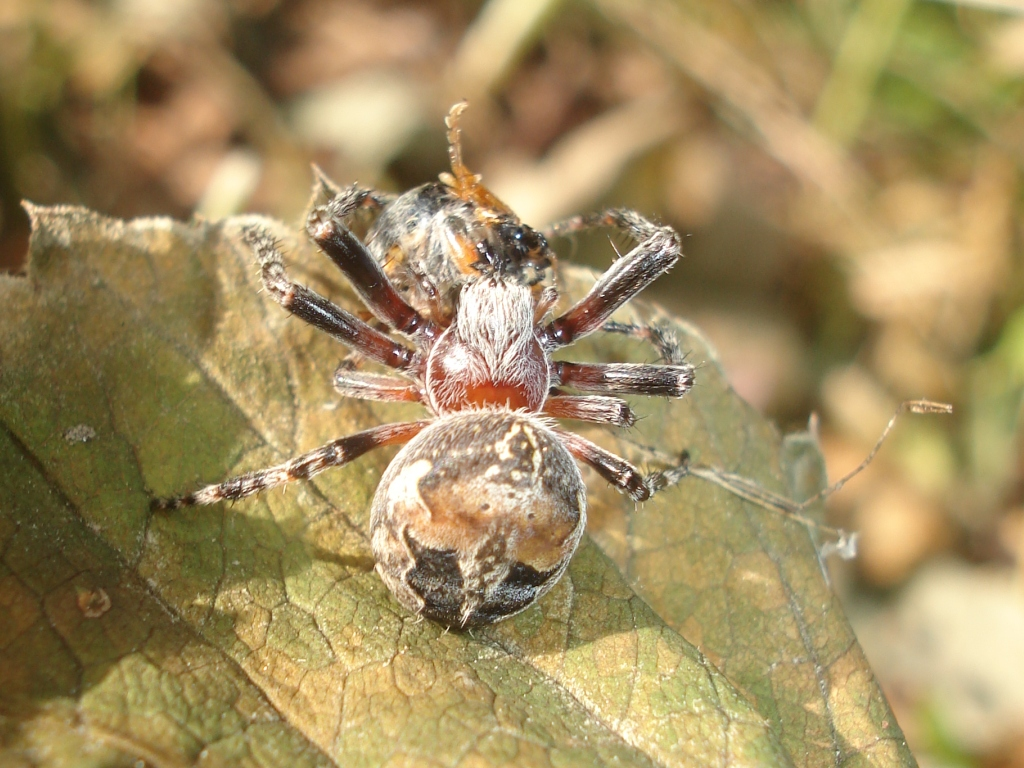
Weibchen mit Beute
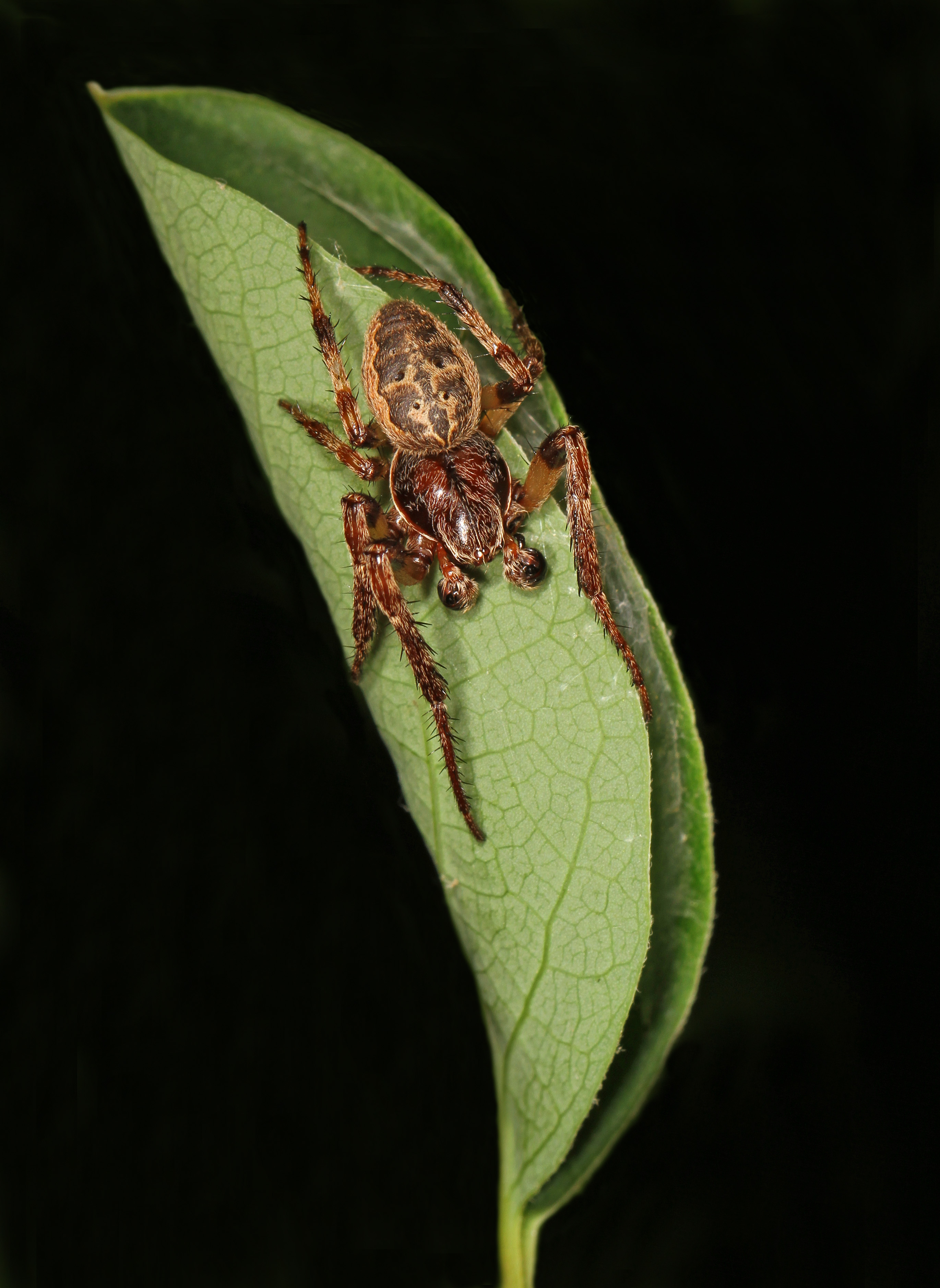
Männchen, vermutlich am Unterschlupf eines Weibchens.
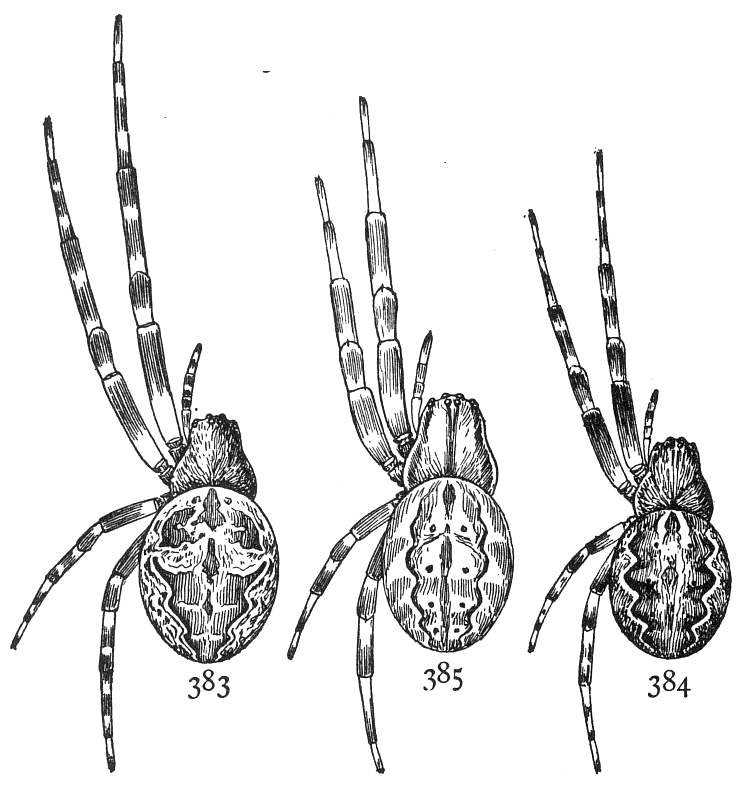
Schematiken von Weibchen der Brückenkreuzspinne (Larinioides sclopetarius), der Heckenkreuzspinne und der Schilfradspinne (Larinioides cornutus), Ausschnitt aus The Common Spiders of the United States. von Ginn & Company. Boston. (1902)